# Conventie van Londen (1884)
De Conventie van Londen was het vredesverdrag dat de Conventie van Pretoria uit 1881 opvolgde. Het verdrag werd op 27 februari 1884 getekend in Londen door de Zuid-Afrikaansche Republiek (Transvaal) en het Verenigd Koninkrijk van Groot-Brittannië en Ierland.
Het grootste verschil tussen de Conventie van Londen en Pretoria was de verdwijning van het woord "suzereiniteit" uit het verdrag, na protesten van de Volksraad.
Het verdrag werd met de Tweede Boerenoorlog in 1899 verbroken.